# Креда (периода)
Креда (лат. Cretaceous) представља један од најважнијих периода геолошке хронологије, који обухвата време од краја јуре, пре 146 милиона година, до почетка палеоценске епохе, односно, терцијарске периоде (65,5 Ma). Крај креде такође дефинише међу између мезозојске и кенозојске ере.

## Назив и датирање
Креду као засебан период први је дефинисао белгијски геолог Жан Омалиус д’Алуа 1822. године као „Терен креде“, користећи слојеве у Париском басену. Као и код других старијих геолошких периода, наслаге стена које дефинишу креду су врло добро препознате, али тачан почетак и крај варирају за неколико милиона година. Никакво велико изумирање или бујање живота није делило креду од јуре. Међутим, крај периоде је јасно дефинисан и смештен у наслаге богате иридијумом које се могу наћи свуда у свету и које се повезују с метеорским кратером Чиксулуб на Јукатану и у Мексичком заливу. Ова наслага је јасно датирана на 65,5 Ma. Судар метеора са Земљом је вероватно одговоран за велико и темељно проучавано Кредно-терцијарно масовно изумирање. Реч креда долази из латинског где је, слично као и у српском језику, означавала наслаге (калцијум карбоната формиране од слојева умрлих бескичмењака у наслагама горње креде у Уједињеном Краљевству и суседној континенталној Европи. Двоструку поделу креде спровели су Конибер и Филипс 1822. године. Алсид д'Орбигни је 1840. године поделио је француску креду на 5 „етапа“ (ступњева): неокомску, аптијску, албијску, туронску и сенонску, додајући касније „ургонску „између неокомске и аптијске и ценоманску између албијске и туронске.

## Подела
Креда се обично дели на две епохе: доња креда и горња креда. Векови, од најмлађег према најстаријем су:
| Горња креда |                              |
| Мастрихт    | (70,6 ± 0,6 - 65,5 ± 0,3 )   |
| Кампан      | (83,5 ± 0,7 - 70,6 ± 0,6 )   |
| Сантон      | (85,8 ± 0,7 - 83,5 ± 0,7 )   |
| Конијак     | (89,3 ± 1,0 - 85,8 ± 0,7 )   |
| Турон       | (93,5 ± 0,8 - 89,3 ± 1,0 )   |
| Ценоман     | (99,6 ± 0,9 - 93,5 ± 0,8 )   |
|             |                              |
| Доња креда  |                              |
| Алб         | (112,0 ± 1,0 - 99,6 ± 0,9 )  |
| Апт         | (125,0 ± 1,0 - 112,0 ± 1,0 ) |
| Барем       | (130,0 ± 1,5 - 125,0 ± 1,0 ) |
| Отрив       | (136,4 ± 2,0 - 136,4 ± 1,5 ) |
| Валендин    | (140,2 ± 3,0 - 136,4 ± 2,0 ) |
| Беријас     | (145,5 ± 4,0 - 140,2 ± 3,0 ) |

Званична подела према ICS:
| Периода     | Епоха    | Век         | Почетак (Ma) | Крај (Ma)                                                                                        | Обухват                                     | Етимологија |
| ----------- | -------- | ----------- | ------------ | ------------------------------------------------------------------------------------------------ | ------------------------------------------- | ----------- |
| Креда       |          |             |              |                                                                                                  |                                             |             |
| Горња креда | Мастрихт | 72,1 ± 0,2  | 66,0         | врх: иридијумска аномалија на граници креде и палеогена подножје: појава Pachydiscus neubergicus | Мастрихтска формација, Мастрихт (Холандија) |             |
| Горња креда | Кампан   | 83,6 ± 0,2  | 72,1 ± 0,2   | подножје: последње јављање Marsupites testudinarius                                              | Шампања (Француска)                         |             |
| Горња креда | Сантон   | 86,3 ± 0,5  | 83,6 ± 0,2   | подножје: појава Cladoceramus undulatoplicatus                                                   | Сент (Француска)                            |             |
| Горња креда | Конијак  | 89,8 ± 0,3  | 86,3 ± 0,5   | подножје: појава Cremnoceramus rotundatus                                                        | Коњак (Француска)                           |             |
| Горња креда | Турон    | 93,9 ± 0,8  | 89,8 ± 0,3   | подножје: појава Watinoceras devonense                                                           | Тур (Француска)                             |             |
| Горња креда | Ценоман  | 100,5 ± 0,9 | 93,9 ± 0,8   | подножје: појава Rotalipora globotruncanoides                                                    | Cenomanum; Ле Ман (Француска)               |             |
| Доња креда  | Алб      | 113,0 ± 1,0 | 100,5 ± 0,9  | подножје: појава Praediscosphaera columnata                                                      | Об (Француска)                              |             |
| Доња креда  | Апт      | 125,0 ± 1,0 | 113,0 ± 1,0  | подножје: магнетска аномалија M0r                                                                | Апт (Француска)                             |             |
| Доња креда  | Барем    | 129,4 ± 1,5 | 125,0 ± 1,0  | подножје: појава Spitidiscus hugii и S. vandeckii                                                | Барем (Француска)                           |             |
| Доња креда  | Отрив    | 132,9 ± 2,0 | 129,4 ± 1,5  | подножје: појава Acanthodiscus                                                                   | Отрив (Швајцарска)                          |             |
| Доња креда  | Валендин | 139,8 ± 3,0 | 132,9 ± 2,0  | подножје: појава Calpionellites darderi                                                          | Валонже (Швајцарска)                        |             |
| Доња креда  | Беријас  | 145,0 ± 4,0 | 139,8 ± 3,0  | подножје: појава Berriasella jacobi (традиционално) појава Calpionella alpina (од 2016)          | Берјаз (Француска)                          |             |

## Палеогеографија
Велик део копнених маса прекривен је плитким континенталним океанима и сланим језерима. Европа, Азија, Африка и Северна Америка састоје се од низа острва.
За време креде, касни палеозојски и рани мезозојски суперконтинент Пангеа је довршио свој распад на данашње континенте, иако су њихове позиције биле битно другачије од данашњих. Како се Атлантски океан проширио према југу, а Јужна Америка помакла на запад, Гондвана се распала на Антарктику и Аустралију које су се почеле удаљавати од Африке (иако су Индија и Мадагаскар остали спојени с њом). Тако активни, раседи су створили велика подморска горја, подижући еустатички ниво мора широм света. На северу Африке се море Тетис наставило сужавати како се континент померао на север. Унутар континента, широко плитко море се наставило ширити у Северној Америци (Западни унутрашњи морски пролаз) а потом почело повлачити, остављајући дебеле морске наслаге измешане с талозима угља.
Остале важне појаве креде су у Европи и Кини. У области данашње Индије, у касној креди и раном палеоцену, наталожиле су се масивне наслаге лаве зване Деканске клопке, а Индија се одвојила од Гондване и постала острвски континент, сличан данашњој Аустралији. Клима је била топла, а чак ни поларне регије нису имале леда. У овом периоду су континенти почели да попримају свој данашњи облик.

## Органски свет

### Флора
Критосемењаче су се први пут појавиле, иако нису постале доминантне све до кампанског доба. Њихову еволуцију је помогла појава пчела, а ангиосперме и инсекти представљају добар пример заједничке еволуције. У креди су се појавили први преци многих савремених стабала укључујући, смокве, платане (Platanus) и магнолије. У исто време неке раније мезозојске голосемењаче, попут црногорица су наставиле бујати док су неке друге класе, попут Bennettitales изумрле пре завршетка периоде.

### Фауна

#### Копнене животиње
На копну су сисари били мали и релативно неважни састојак фауне. Фауном су доминирали архосаурски рептили, посебно диносаури, који су се тада највише разгранали. Птеросаури су били чести почетком и средином креде, али како се креда приближавала крају, тако су трпели све већу конкуренцију због адаптивне радијације птица, те су пред крај преостале само две веома распрострањене породице.
Фасцинантан увид у живот ране креде пружају остаци Liaoning lagerstätte (Формација Chaomidianzi) у Кини с изванредно очуваним остацима великог броја различитих типова мањих диносаура, птица и сисара. Келуросаурски диносаури су тамо представљени кроз доста типова из групе maniraptor-a, који представљају прелаз између диносаура и птица, а који имају перје налик на длаку.
За време креде инсекти су се почели гранати, те су се појавили најстарији познати мрави, термити и неки лептири. Aphid-и, скакавци и gymenoptere су се појавили. Још један важан инсект који је еволуирао у то време била еусоцијална пчела, важна за екологију и еволуцију критосемењача.
Бројни важни инсекти су пронађени у сибирским lagerstätteima ране креде у Баиси.
У то време су се развили многи нови типови диносаура. Од највећих џинова, изумрли су брахиосаури и диплодоциди, док су нови сауроподни диносаури, нарожито Титаносауриа и даље живели у великом броју у Гондвани, с у Лауразији су се проредили. Стегосауре су заменили оклопљени анкилосаури. Цератопси (рогати диносаури) су се развили и намножили у Азиамерици, али другде се не јављају. Пахикепалосури се јављају ретко. Најбројнији и најразноврснији кредни биљождери били неоклопљени орнитоподни диносарури, нарочито хипсилофодонтидска и игуанодонтска линија, који су се сви раширили по целом свету.
Експанзију доживљавају и тероподни месождери и јавља се велика разноврсност ситних и крупних птицоликих облика.

#### Морске животиње
У морима су раже (batoidea), модерни морски пси и телеости постали уобичајени призор. Морски рептили су укључивали ихтхиосауре на почетку и средини креде, плезиосауре током целе периоде, и мосасауре у горњој креди.
Baculite, равнољуштурна врста амонита бујала је у мору. Hesperornithiformes су биле морске птице које нису могле летети, али су зато пливале попут гњурца. Глоботрунканидске фораминифере су такође бујале. Креда је такође видела прву радијацију дијатоме у океанима (слатководне дијатоме се нису појавиле до миоцена).

### Изумирање
Током масовног изумирања које одређује крај креде велики број врста (~50%) и познатих породица (~25%) је нестао. Биљке су биле готово нетакнуте, док су морски организми најтеже погођени. То укључује велики број (~95%) типова планктонских фораминифера (осим Глобигеринида), те још већи број Coccolithophore-a, као и све амоните белемнитске главоношце, и све гребенске рудистне мекушце), као и све морске рептиле осим корњача и крокодила. Диносаури су били најпознатије жртве кредног изумирања. Диносаури који су били специфични за крај периоде (као Tyrannosaurus rex, Triceratops, и Ankylosaurus) су потпуно избрисани. Последњи птеросаури су изумрли, исто као птице из реда Enantiornithes и Hesperornithiformes.
Интензивно изумирање инсеката за вријеме средине креде почело је у албу.